# Hermann Färber
Hermann Klaus Färber (* 26. März 1963 in Böhmenkirch, Landkreis Göppingen) ist ein deutscher Politiker (CDU) und seit 2013 Mitglied des Deutschen Bundestages.

## Leben und Beruf
Hermann Färber ist katholisch, verheiratet und hat fünf Kinder. Mit seiner Familie lebt er in Böhmenkirch.
Nach Besuch der Grund- und Hauptschule absolvierte Färber eine Ausbildung zum Landmaschinenmechaniker und Landwirt. Danach besuchte er die Fachschule für Landwirtschaft, welche er als staatlich geprüfter Wirtschafter für Landbau abschloss. Im Anschluss folgte die landwirtschaftliche Meisterprüfung. Er führte über 25 Jahre den landwirtschaftlichen Familienbetrieb, bevor er 2013 Mitglied des Deutschen Bundestages wurde.

## Partei
Färber trat 2012 in die CDU ein, war aber bereits von 2004 bis 2009 parteiloses Mitglied der CDU-Kreistagsfraktion Göppingen. Bei der parteiinternen Nominierung am 28. September 2012 wurde er mit 305 zu 198 Stimmen zum Kandidaten für die Bundestagswahl 2013 gewählt. Am 8. Juli 2016 wurde er mit 95,8 Prozent erneut zum Bundestagskandidaten der CDU im Landkreis Göppingen gewählt. Seit 2016 ist er es stellvertretender Vorsitzender des CDU-Kreisverbands Göppingen.

## Abgeordneter
Hermann Färber gehört der CDU/CSU-Fraktion im Deutschen Bundestag an. In seiner Fraktion ist er Mitglied in der Arbeitsgruppe Ernährung und Landwirtschaft. Darüber hinaus engagiert er sich in zahlreichen parlamentarischen Gruppierungen. Der Christdemokrat ist Mitglied der Landesgruppe Baden-Württemberg.
Bei der Bundestagswahl am 22. September 2013 erhielt Färber 49,04 % der Erststimmen und gewann damit das Direktmandat im Wahlkreis Göppingen. Bei der Bundestagswahl 2017 und der Bundestagswahl 2021 konnte er sein Direktmandat verteidigen. Färber war im 20. Deutschen Bundestag Vorsitzender und ordentliches Mitglied des Ausschusses für Ernährung und Landwirtschaft. 
Bei der Bundestagswahl 2025 gewann Färber erneut das Mandat im Wahlkreis Göppingen. Im 21. Deutschen Bundestag ist er Mitglied in folgenden Ausschüssen:
- Vorsitzender und ordentliches Mitglied im Ausschuss für Landwirtschaft, Ernährung und Heimat
- Stellvertretendes Mitglied im Petitionsausschuss
- Schriftführer[4]

## Ehrenämter und Mitgliedschaften
- Vorsitzender des Kreisbauernverbands Göppingen seit 1999[5]
- Stellvertretender Vorsitzender des CDU-Kreisverbands Göppingen
- Präsident des Chorverbands Hohenstaufen
- Mitglied im Geschäftsführenden Vorstand im Landesbauernverbandes in Baden-Württemberg[6]
- Aufsichtsrat der Buchstelle Landesbauernverband Baden-Württemberg GmbH, Steuerberatung, Wirtschaftsberatung, Buchhaltung
- Beirat der Kreissparkasse Göppingen[7]
- Botschafter der Erlebnisregion Schwäbischer Albtrauf
- Mitglied der Freiwilligen Feuerwehr Böhmenkirch
- Mitglied des Musikvereins Frisch Auf Böhmenkirch
- Mitglied im Schwäbischen Albverein
- Mitglied der überparteilichen Europa-Union Deutschland[8]